# Dan Christmas
Daniel Christmas, dit Dan Christmas,  est un sénateur canadien indépendant. Il est le premier Mi’kmaq à avoir été nommé au Sénat du Canada.

## Biographie
Dan Christmas a été administrateur de bande et conseiller de la collectivité de Membertou. Il a également travaillé pour l’Union des Mi'kmaq de la Nouvelle-Écosse (en).
Sa nomination au Sénat du Canada a été annoncée par le premier ministre Justin Trudeau le 27 octobre 2016

et il a pris ses fonctions le 6 décembre 2016.